# Joey Castillo
Joseph William Castillo, detto Joey (Gardena, 30 marzo 1966), è un batterista statunitense.
È famoso per aver suonato in band come Queens of the Stone Age, Eagles of Death Metal e Danzig. Nel novembre del 2012 ha abbandonato la band Queens of the Stone Age a cui si era unito nel 2002 dopo la partenza di Dave Grohl.
Nel 2014 ha aderito al progetto California Breed.

## Discografia

### Wasted Youth
- Get Out of My Yard (1986)
- Black Daze (1988)

### Sugartooth
- Sugartooth (1994)
- The Sounds of Solid (1997)

### Zilch
- 3.2.1. (1998)
- Bastard Eyes (1999)
- Skyjin (2001)

### Danzig
- Blackacidevil (1996)
- 6:66 Satan's Child (1999)
- Live on the Black Hand Side (2001)
- I Luciferi (2002)
- The Lost Tracks of Danzig (select tracks) (2007)

### Queens of the Stone Age
- Lullabies to Paralyze (2005)
- Over the Years and Through the Woods (2006)
- Era Vulgaris (2007)
- ...Like Clockwork (2013)

### Eagles of Death Metal
- Death by Sexy (2006)

### Hello=Fire
- Hello=Fire (2009)

## Altre collaborazioni
- Chronic Halitosis
- Goatsnake
- Son of Sam
- Mark Lanegan
- Scott Weiland & The Wildabouts
- BL'AST!
- The Bronx
- Zakk Sabbath
- The Wedding Band

## Batterie ed attrezzatura utilizzata

### Strumentazione per l'Era Vulgaris tour
Castillo usa bacchette Vic Firth, batterie PDP, pedali ed hardware DW.
Batteria DW
- 24"x20" Cassa
- 14"x12" Tom
- 18"x16" Timpano
- 14"x7" Rullante Stave Shell

Hardware DW
- 5000TD Delta3 Turbo Single Bass Drum Pedal
- 5500TD Delta Turbo Hi-Hat Stand
- 9300 Snare Drum Stand (x2)
- 9710 Straight Cymbal Stand (x2)
- 9700 Straight/Boom Cymbal Stand
- 9101 Low Drum Throne

Piatti Zildjian
- 13.25" Zildjian K Custom Hybrid Hi-Hats
- 19" Zildjian K Thin Crash
- 24" Zildjian K Light Ride
- 21" Zildjian K Brilliant Crash Ride
- 9" Zildjian Zil-bel

Pelli Remo
- Rullante: Remo Emperor X sulla pelle battente
- Toms: Remo Controlled Sound sulla battente
- Bass: Remo Controlled Sound con Falam Slam

Percussioni Latin Percussion
- LP160 Cyclops Tambourine
- LP1207 LP Jam Block
- Gibraltar SC-AM1 Mounting Bracket

Bacchette Vic Firth
- Vic Firth American Classic Series X5A

### Strumentazione per ilLullabies To Paralyze tour
Per questo tour, Castillo continua ad usare batterie DW, piatti Paiste e pelli Remo. In questo tour inizia ad usare le bacchette Vic Firth.
Batteria DW
- 24"x20" Cassa
- 14"x12" Tom su rack
- 18"x16" Timpano
- 14"x7" Rullante Brass

Hardware DW
- 5000TD Delta3 Turbo Single Bass Drum Pedal
- 5500TD Delta Turbo Hi-Hat Stand
- 9300 Snare Drum Stand (x2)
- 9710 Straight Cymbal Stand (x2)
- 9700 Straight/Boom Cymbal Stand
- 9101 Low Drum Throne

Piatti Paiste
- 14" 2002 Sound Edge Hi Hats
- 19" 2002 Medium Crash
- 20" 2002 Medium Crash
- 24" 2002 Medium Ride

Pelli Remo
- Rullante: CS Coated Power Dot sulla pelle battente, Remo Ambassador Snare Side sulla risonante
- Toms: Coated Emperor sulla battente, Clear Ambassador sulla risonante
- Cassa: Clear Powerstroke 3 sulla battente, DW Ambassador sulla risonante

Percussioni Latin Percussion
- LP160 Cyclops Tambourine
- LP1207 LP Jam Block
- Gibraltar SC-AM1 Mounting Bracket

Bacchette Vic Firth
- Vic Firth American Classic Series X5A

### Strumentazione per ilThe Deaf tour
Castillo usa hardware e batterie DW, Piatti Paiste e pelli Remo.
Batterie DW
- 24"x20" Cassa
- 14"x11" Tom su rack
- 16"x14" Timpano
- 18"x16" Timpano
- 14"x7" Rullante Bronze

Hardware DW
- 5000TD Delta3 Turbo Single Bass Drum Pedal
- 5500TD Delta Turbo Hi-Hat Stand
- 9300 Snare Drum Stand (x2)
- 9710 Straight Cymbal Stand (x2)
- 9700 Straight/Boom Cymbal Stand
- 9101 Low Drum Seggiolino

Piatti Paiste
- 15" 2002 Sound Edge Hi Hats
- 19" Innovations Crash
- 20" 2002 Medium Crash
- 24" 2002 Medium Ride

Pelli Remo
- Rullante: CS Coated Power Dot sulla battente, Remo Ambassador sulla risonante.
- Toms: Coated Emperor sulla battente, Clear Ambassador sulla risonante.
- Cassa: Clear Powerstroke 3 sulla battente, DW Ambassador sulla risonante.

Percussioni Latin Percussion
- LP160 Cyclops Tambourine
- LP1207 LP Jam Block
- Gibraltar SC-AM1 Mounting Bracket

Bacchette Vater
- Vater Rock and Power 5B